# Дикинсон, Велвали
Велвали Дикинсон (англ. Velvalee Dickinson; 12 октября 1893 — 1980-е) — разведчица времён Второй мировой войны, американского происхождения. Была осуждена за шпионаж в пользу Японии. Известна как «Кукольная женщина» (англ. Doll Woman), поскольку она использовала свой бизнес по продаже антикварных кукол в Нью-Йорке, чтобы отправлять сведения о местонахождении кораблей ВМС США с помощью стеганографических сообщений.
В конечном итоге, она была поймана, когда человек из Буэнос-Айреса, которому предназначались письма, изменил адрес, и сообщения были возвращены.

## Биография
Родилась под именем Велвали Мальвена Блюхер (англ. Velvalee Malvena Blucher) в Сакраменто, штат Калифорния, в семье Отто и Элизабет Блюхер. Окончила Стэнфордский университет в 1918 году, но получила степень бакалавра искусств лишь в январе 1937 года.
С середины 1920-х по 30-е годы, Дикинсон работала в брокерской компании в Сан-Франциско, принадлежавшей её будущему мужу Ли Терри. Фирма вела бизнес с японцами, и интерес Дикинсонов к Японии настолько возрос, что они активно стали общаться с сотрудниками японского консульства. Позднее ФБР также установило, что она часто посещала консульство, присутствовала на важных светских раутах, где находились члены японского флота и высокопоставленные чиновники.

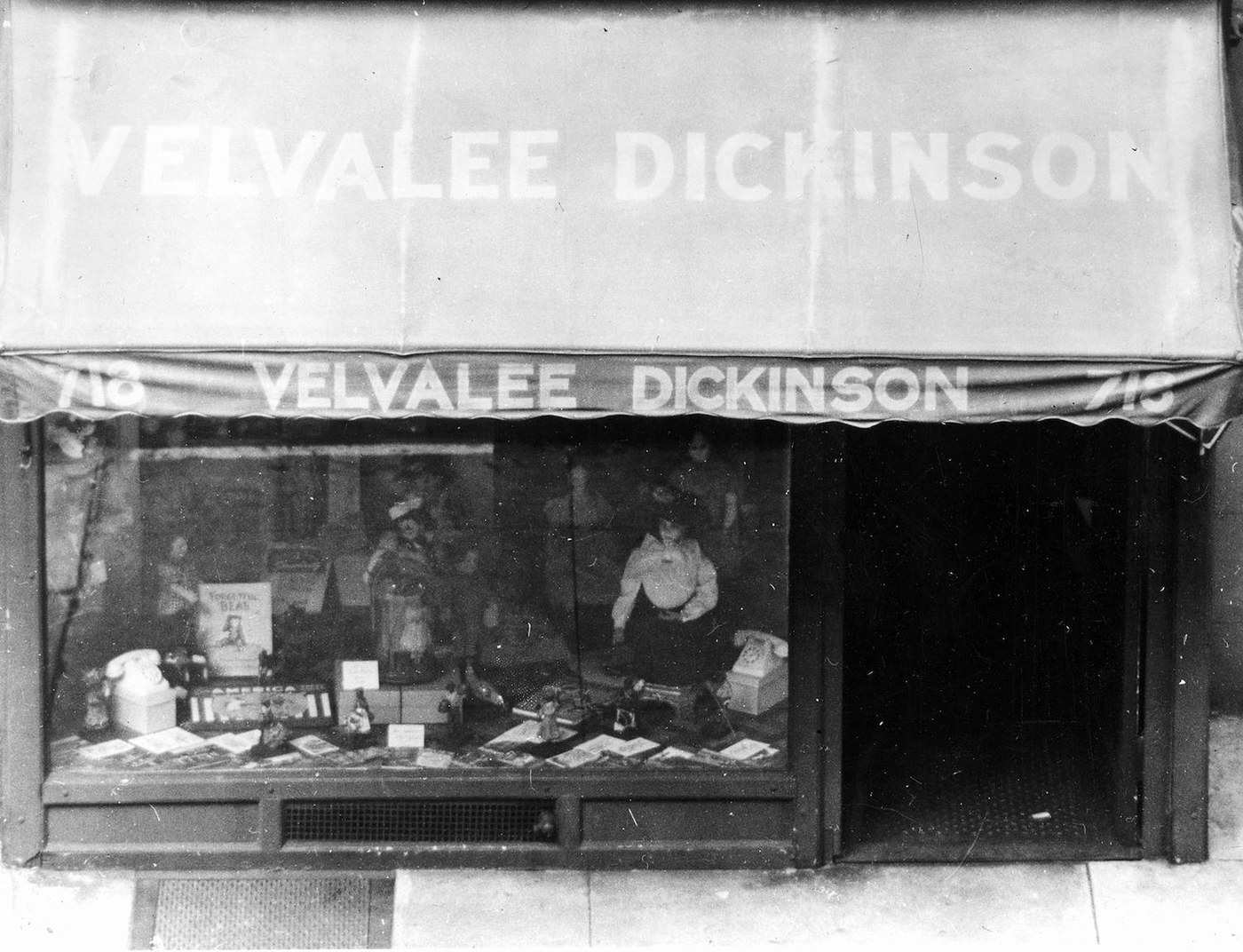
Кукольный магазин на Мэдисон-авеню, 718

Дикинсоны переехали в Нью-Йорк в 1937 году, где Велвали некоторое время работала сотрудницей универмага. 31 декабря она открыла собственный магазин кукол, сначала в своём доме, а затем и в отдельном магазине на Мэдисон-авеню 714, где она работала несколько лет, пока в октябре 1941 года не перенесла магазин дальше по кварталу, на Мэдисон-авеню 718. Кукольный магазин Дикинсон обслуживал состоятельных коллекционеров антикварных кукол по всей территории США и за рубежом. Ли Дикинсон помогал бизнесу своей супруги, занимаясь бухгалтерией до самой своей смерти в 1943 году.

## Дело о шпионаже
В феврале 1942 года внимание ФБР привлекло письмо, перехваченное цензорами. В письме, предположительно из Портленда, штата Орегон, женщина писала некому человеку из Буэнос-Айреса о «замечательной кукольной больнице» и о наличии «трёх староанглийских кукол» для ремонта. В письме также упоминались «рыболовные сети» и «воздушные шары». Криптоаналитическое подразделение Элизабет Фридман в штаб-квартире Береговой охраны США в Вашингтоне изучило и расшифровало письмо, придя к выводу, что «куклы» — это три военных корабля, «кукольный госпиталь» — верфь на Западном побережье, где производился ремонт, а «рыболовные сети» и «воздушные шары» раскрывали информацию о береговой обороне и сетях подводных лодок.
Тем временем еще четыре письма, адресованные тому же человеку в Буэнос-Айресе, стали поступать в дома предполагаемых отправителей с пометкой «адрес неизвестен». Эти письма были переданы в ФБР. Люди, чьи имена значились на конвертах в качестве отправителей, заявили, что подписи на письмах похожи на их, и что в письмах содержалась достоверная информация об их личной жизни и интересе к куклам.

### Расследование
Женщина из Колорадо-Спрингс предоставила информацию, которая направила внимание ФБР на Велвали Дикинсон, владелицу кукольного магазина из Нью-Йорка. Она предположила, что принадлежащая ей подпись на одном из писем была оставлена в качестве мести, поскольку женщина купила у неё несколько кукол и не смогла вовремя заплатить за них. Другие женщины, получившие письма возвращенные из Буэнос-Айреса также высказывали свои подозрения насчёт этой теории.
Расследование биографии Дикинсон показало её участие в японских организациях во время проживания в Сан-Франциско, а также то, что после переезда в Нью-Йорк она посещала клуб «Ниппон» и Японский институт, подружилась с генеральным консулом Японии и была знакома с военно-морским атташе в Вашингтоне. С января по июнь 1942 года (период, в который были отправлены письма) она с супругом посещала эти места, останавливаясь в гостиницах неподалеку от указанных городов. ФБР также удалось установить, что для написания писем, отправленных в Аргентину использовались пишущие машинки, принадлежавшие постояльцам.
До 1941 года Дикинсон занимала деньги у банков и деловых партнеров в Нью-Йорке, и в 1943 году стало известно, что в ее распоряжении было большое количество 100-долларовых купюр, четыре из которых были отслежены до японских официальных источников, получивших эти деньги до войны.
По результатам расследования агенты ФБР арестовали Дикинсон 21 января 1944 года.

## Суд
11 февраля 1944 года федеральное большое жюри Южного округа Нью-Йорка предъявило Велвали Дикинсон обвинение в нарушении закона о цензуре, за которое грозило максимальное наказание в виде 10 лет тюрьмы и штрафа в размере 10 000 долларов. Она не признала себя виновной и была освобождена под залог в 25 000 долларов, однако 5 мая 1944 года ей было предъявлено ещё одно обвинение, на этот раз в нарушении закона о шпионаже.
28 июля 1944 года между прокурором и адвокатом было заключено соглашение, согласно которому обвинения в шпионаже и нарушении закона о регистрации были сняты, а миссис Дикинсон признавала себя виновной в нарушении цензуры и пообещала предоставить имеющуюся у неё информацию о деятельности японской разведки.
Вскоре она призналась агентам ФБР, что ею были напечатаны пять писем. Информация, содержащаяся в её письмах была получена путем расспросов граждан в районе Сиэтла вблизи военно-морской верфи Бремертон, а также из личного наблюдения. Она заявила, что в письмах передаются данные об авианосцах и линкорах, поврежденных в Перл-Харборе, и что имена кукол относятся к этим типам кораблей.
11 августа 1944 года суд приговорил Велвали Дикинсон к 10 годам лишения свободы. Содержалась в Федеральном исправительном учреждении для женщин в Западной Виргинии. 23 апреля 1951 года была освобождена условно.